# Jakob Maersk
Die Jakob Mærsk war ein Rohöltanker der Reederei A. P. Møller-Mærsk. Das Schiff geriet am 29. Januar 1975 vor Porto de Leixões, Portugal, mit einer Ladung von 88.000 Tonnen Rohöl in Brand.

## Geschichte
Das Tankschiff mit einer Vermessung von 48.252 BRT wurde 1966 als Baunummer 11 der neuen Lindø-Werft der Odense Staalskibsværft für die dänische Reederei A. P. Møller-Mærsk gebaut.

### Strandung und Explosion
Am 29. Januar 1975 traf das Schiff mit einer Ladung von 88.000 Tonnen Rohöl aus dem Persischen Golf im portugiesischen Hafen Leixões ein. Gegen 1 Uhr explodierte das Schiff, nachdem es beim Anlaufen des Ölterminals auf eine Sandbank gelaufen war, und brannte darauf unter weiteren Explosionen nahezu komplett aus. Der Hafenschlepper Monte da Luz näherte sich dem brennenden Schiff und rettete 17 Besatzungsmitglieder und die beiden Hafenlotsen. Das Feuer mit über 50 Meter hohen Flammen brannte drei Tage und vernichtete nahezu die komplette Ladung des Tankers, die Rauchsäule erreichte eine Höhe von etwa 750 Metern.
Das Schiff brach während des Feuers in drei Teile. Das Achterschiff und das Mittelschiff sanken nahe der Hafeneinfahrt, das Vorschiff wurde von der Strömung hinausgetrieben und strandete bei Castelo do Queijo. Das größere gesunkene Achterschiffsteil wurde später geborgen, da es eine Gefahr für die Schifffahrt darstellte, das gestrandete Vorschiff blieb einige Jahre am Strandungsort und wurde später in situ abgebrochen.
Von den 32 Frauen und Männern der Besatzung konnten 26 gerettet werden, vier von ihnen mit schweren Brandverletzungen. Ein Besatzungsmitglied ertrank, fünf weitere Besatzungsmitglieder, alle Maschineningenieure, blieben vermisst.

### Maßnahmen und Folgen
Die Ladung bestand aus Rohöl der Sorte Iranian crude, das zum größeren Teil verbrannte. Da zum einen keine geeigneten Löschmittel zur Verfügung standen und auch von staatlicher Seite der Wunsch bestand, eine möglichst große Menge Öl verbrennen zu lassen, wurden keine Maßnahmen getroffen, um das Feuer zu löschen. Ungefähr 40.000 bis 50.000 Tonnen Öl verbrannten, der überwiegende verbleibende Teil trat aus. Der größte Öleintrag erfolgte bei der Strandung des Vorschiffs am 11. März. Zwischen 20.000 und 25.000 Tonnen wurden auf See getrieben und lösten sich sukzessive auf. Rund 15.000 Tonnen verschmutzten die Küstenlinie auf einer Länge von etwa 19 Kilometern.
Als Hilfsmaßnahme wurde das ausgetretene Öl mit Stroh abgedämmt. Nach dem 31. Januar, als das Feuer erloschen war, begann der Einsatz von Lösungsmitteln, was bis in den März fortgesetzt wurde. Insgesamt wurden knapp 300 Tonnen Lösungsmittel verwendet.
Die Rauchwolke des mehrtägigen Brandes führte unter der Bevölkerung zu Atembeschwerden.
Die Ernährungs- und Landwirtschaftsorganisation (FAO) der Vereinten Nationen führte Fischfangproben durch, deren Werte den Fisch weiter für den menschlichen Genuss geeignet erscheinen ließen.
Die Folgekosten des Unfalls wurden von der Organisation für wirtschaftliche Zusammenarbeit und Entwicklung (OECD) auf 2,8 Millionen US-Dollar geschätzt.